# Leon von Czarlinski

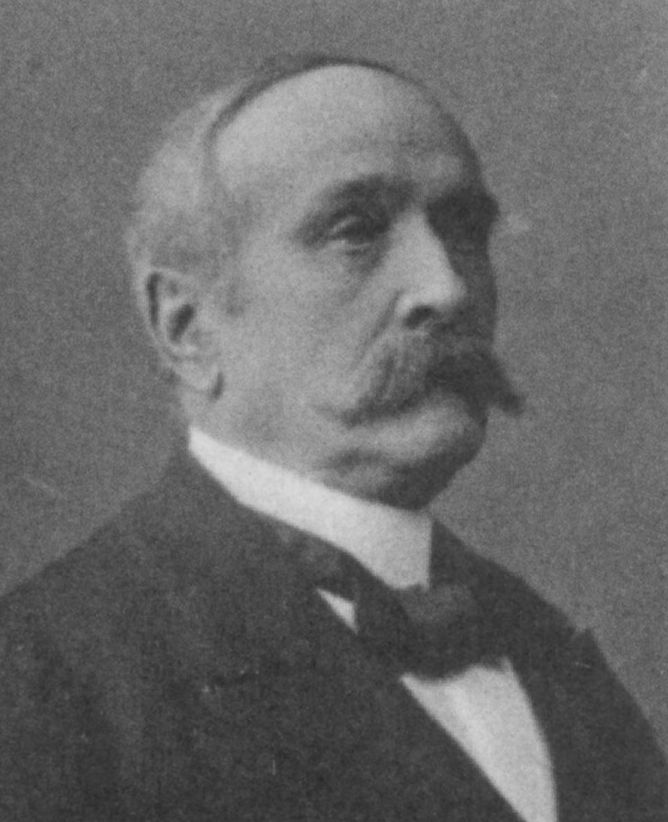
Leon von Czarlinski als Reichstagsabgeordneter 1912

Leon von Czarlinski-Schedlin (* 30. Oktober 1835 in Chwarzno; † 3. Dezember 1918 in Thorn) war Jurist, Rittergutsbesitzer und langjähriges Mitglied des deutschen Reichstags.

## Leben
Czarlinski besuchte die Gymnasien in Konitz und Kulm, wo er 1854 auch Abitur machte. An den Universitäten in Breslau und Berlin studierte er von 1854 bis 1857 Jurisprudenz und Philosophie. Danach erlernte er praktisch die Landwirtschaft und war ab 1876 Rittergutsbesitzer in Zakrzewko bei Thorn. Er war Vorsitzender in der Zentralverwaltung der polnischen landwirtschaftlichen Vereine.
Von 1875 bis 1876 und von 1887 bis 1908 war er Mitglied des Preußischen Abgeordnetenhauses und von 1877 bis 1884 und von 1893 bis 1918 des Deutschen Reichstages für die Polnische Fraktion und verschiedene Wahlkreise. Er gehörte u. a. den Ausschüssen für das Gerichtsverfassungsgesetz, Wettbewerb, Genossenschaften, Seuchen und die Krankenversicherung an. Sein Bruder war der Reichstagsabgeordnete Emil von Czarlinski.